# Cressida cressida
Cressida cressida är en fjärilsart som först beskrevs av Fabricius 1775.  Cressida cressida ingår i släktet Cressida och familjen riddarfjärilar. Inga underarter finns listade i Catalogue of Life.

## Bildgalleri

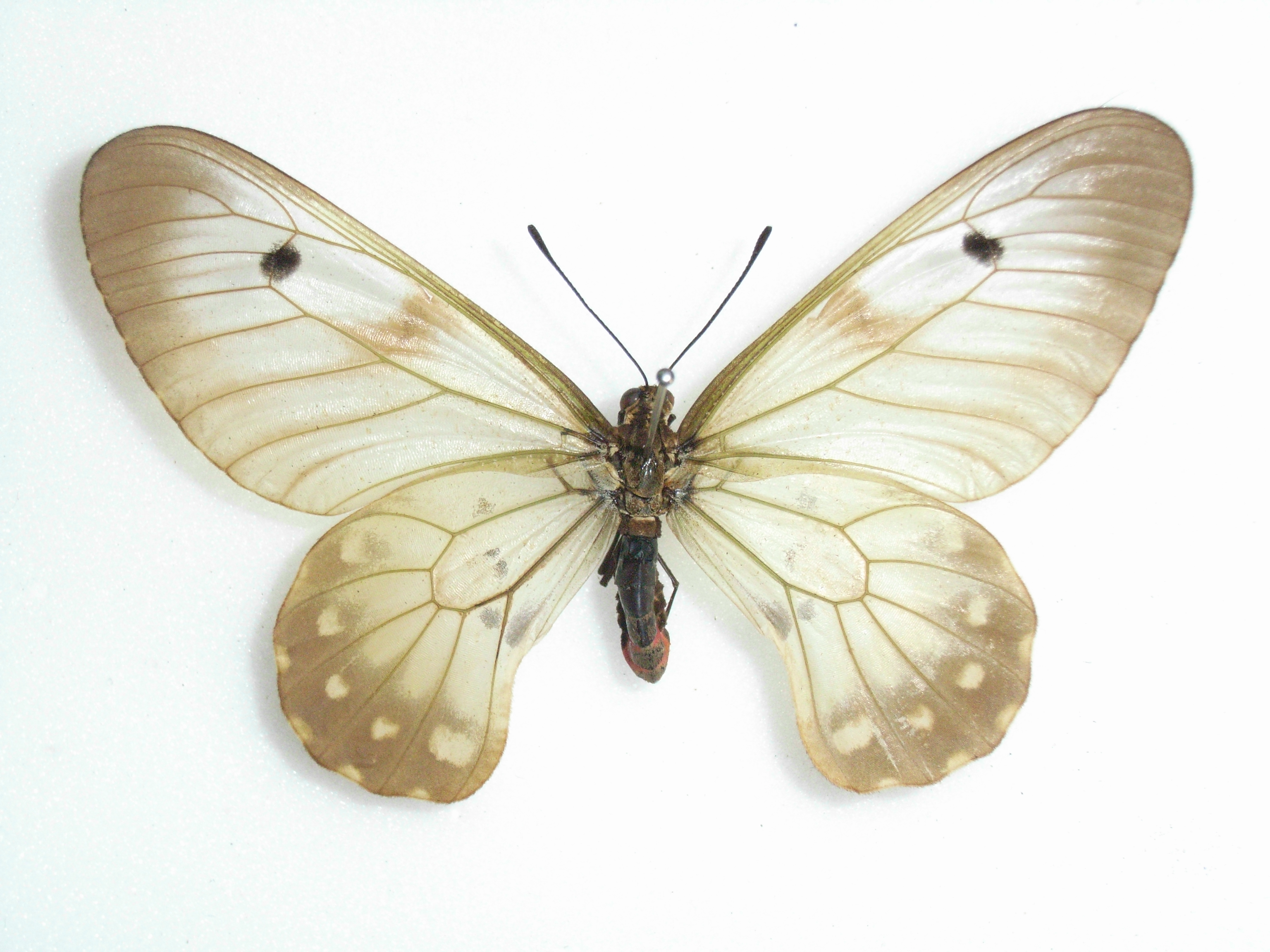
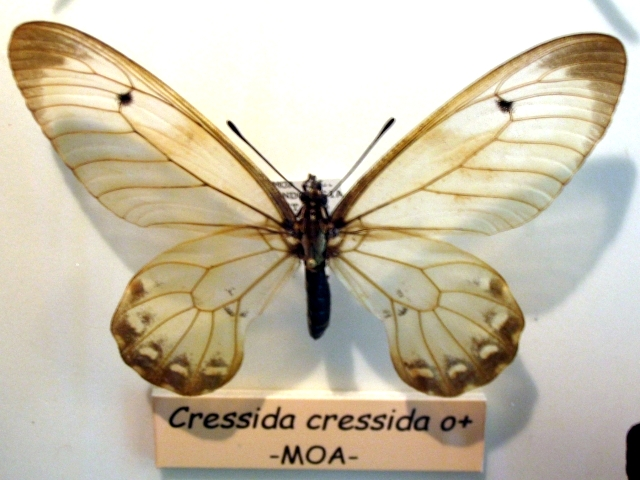